# Rabia Abdessemed
Rabia Abdessemed, née Alama en 1930, est une écrivaine algérienne connue pour ses œuvres littéraires qui explorent des thèmes historiques et culturels. Elle est l'auteure de Wellâda, princesse andalouse et La voyante du Hodna.

## Biographie
Rabia Abdessemed, née Alama en 1930, est l'une des premières femmes algériennes à poursuivre des études universitaires en Algérie. Elle travaille aux centres sociaux dans l'équipe de Germaine Tillion, ethnologue et résistante opposée à la torture pendant la guerre d'Algérie, et enseigne dans plusieurs lycées. 
Elle dirige l'École Normale Supérieure d'Alger de 1967 à 1970. Elle fonde un centre d'enfants handicapés qu'elle dirige de 1990 à 1992.

## Analyse de son œuvre
Dans La voyante du Hodna paru en 1993 aux éditions l'Harmattan, ses nouvelles dépeignent les épreuves des algériens, l'intégrisme, les souffrances durant la guerre et le colonialisme. Il est composé de 14 nouvelles dont certaines sont des histoires vraies, parfois drôles parfois tragiques sur les thèmes de l'amour, de la guerre et du terrorisme. 
En 1998 parait le recueil de nouvelles Mémoires de femmes qui est centrée sur les préoccupations de femmes algériennes. Il contient  14 nouvelles courtes dont L'Arbre de la paix, Le Neuvième cercle, La Chatte de mai, Le Chauffeur de taxi, Les Diables et le bon dieu, Dieu est le plus fort, L'Horloge biologique, Justice immanente et Mater dolorosa. Elles présentent des faits historiques avec un aspect réaliste à l'intersection entre mémoire individuelle et collective de la période coloniale de l'Algérie et d’autres de la décennie noire avec l'objectif  que« l’oubli ne soit plus possible ». Rabia Abdessemed dans son écriture restransmet en effet toutes les histoires de ses amies et de ses voisines qu'elle a recueillies pour perpétuer la mémoire. Elle aborde aussi les thème des violences sexuelles et de la polygamie et des difficiles relations entre hommes et femmes. 
La nouvelle L'arbre de paix se déroule en 1956 et évoque l'assassinat d'Amédée Forger, le maire d'Alger le 28 décembre 1956. La nouvelle commence ainsi: « À Alger, le vendredi 28 décembre 1956, un commando du FLN abattit Amédée Forger, maire raciste de Boufarik, leader des pieds-noirs et porte-parole de l'Algérie française. »
En 2005 elle publie Wellâda, princesse andalouse qui relate la vie de la poétesse Wallada bint al-Mustakfi et sa rivalité avec Mohja Al Kortoubiya. 

## Publications

### Biographie
- Wellâda, princesse andalouse, Editions L'Harmattan, 2005 (ISBN 9782296403710)[7],[8].

### Recueil de nouvelles
- Mémoires de femmes, 1998, éditions Marsa.
- La voyante du Hodna, éditions l'Harmattan, collection Écritures arabes, 1993[9],[10].

### Nouvelles
- Ma vie en suspens[11].
- Le chauffeur de taxi[11].